# Termoskop
Termoskop ili Galilejev termometar je instrument za mjerenje temperature u obliku zatvorenog staklenog cilindra ispunjenog prozirnom tekućinom u kojoj su uronjeni utezi različite prosječne gustoće. Obično su izvedeni kao šuplje staklene kugle djelomično ispunjene tekućinama različitih boja. Gustoća prozirne tekućine ovisi o temperaturi, pa utezi čija je gustoća veća tonu na dno, a oni čija je gustoća manja plivaju pri vrhu.
Temperatura se određuje prema boji najnižeg utega koji ne tone ili lebdi ispod vrha, a novije izvedbe obično imaju na utezima ovješene pločice s iznosima temperatura na nekoj od uobičajenih ljestvica (npr. u °C). Za ispravan rad tolerancija mase utega mora biti bolja od 1/1000 grama (1 μg).